# Lamentação sobre o Cristo Morto (Botticelli, Munique)
A Lamentação sobre o Cristo Morto é uma pintura do tema comum da Lamentação de Cristo do mestre renascentista italiano Sandro Botticelli, terminada por volta de 1490-1492. Está agora na Alte Pinakothek, em Munique.